# Стефанов, Игнат
Игнат Стефанов (укр. Гнат Стефанів, 2 мая 1885 — 21 июня 1949) — украинский военный деятель. Учебный командант УГА. Полковник УГА и армии УНР.

## Биография
Военное образование получил в Цесарской и Королевской школе кадетов пехоты во Львове, которую окончил в 1905 году и получил назначение в 10-й Галицкий полк пехоты, штаб которого дислоцировался в Перемышле.
Во время Ноябрьского срыва 1918 года в звании сотника возглавлял установление украинской власти, затем — организатор и комендант Золочевской округа ЗУНР, с 9 ноября 1918 года до 10 декабря 1918 (повышенный радою УНР до звания полковника) возглавлял Начальную команду украинских войск во Львове.
Позже перешел в Армию УНР: возглавлял Гуцульский киш морской пехоты, запасную бригаду 3-й Железной стрелковой дивизии, командир 3-го конного полка в Первом Зимнем походе; в 1920 году — командир Армии УНР.
В августе 1920 года перешёл с группой генерала Антона Кравса в Чехословакию и в 1923 году возглавил консулат ЗУНР в Ужгороде.
До 1939 года жил в Карпатской Украине, потом в Вене, на Лемковщине и в Германии (с 1944), где и умер.

## Память
В честь него названы улицы в городе Золочев и его родном селе Топоровцы.